# Тёмное зеркало (фильм, 1946)
«Тёмное зеркало» (англ. The Dark Mirror) — нуаровый психологический триллер режиссёра Роберта Сиодмака, вышедший на экраны в 1946 году.
В 1947 году Владимир Познер был номинирован на «Оскар» за историю, положенную в основу сценария фильма.

## Сюжет
Найден заколотым известный врач. Ведущий расследование полицейский детектив Стивенсон (Томас Митчелл) выходит на работницу расположенного в том же здании журнального киоска Терри Коллинз (Оливия де Хэвилленд), которая, по словам коллег, является его подружкой. Стивенсона смущает несогласованность в характеристиках Терри, которые дают ей знающие её люди, в том числе, и коллега убитого, доктор Скотт Эллиотт (Лью Эйрс).
Когда Стивенсон приходит к Терри домой и она знакомит его со своей сестрой-близнецом Рут (также Оливия де Хавилланд), он понимает причину противоречивости в оценках личности девушки. Сестры признают, что часто подменяют друг друга за журнальной стойкой. Но поскольку ни одна из них не может точно указать место своего пребывания предыдущей ночью, Стивенсон задерживает и доставляет в участок обеих. Но во время процесса опознания в полиции ни один из свидетелей не может различить сестёр, и Стивенсон вынужден отпустить их. Рут переживает и расстроена происходящим, в то время как у Терри всё вызывает только злость.
Стивенсон уверен, что одна из близнецов совершила убийство, но не знает, как определить, какая именно из двоих является преступницей. Чтобы разобраться в личностях двух сестёр и определить подозреваемую, Стивенсон обращается за помощью к доктору Эллиотту, который вместе с убитым доктором работал над темой раздвоения личности. Эллиотт предлагает провести серию тестов на анализ личности, с помощью которых можно определить, какая из сестёр имеет психологический тип, способный на убийство.
Эллиотт приглашает сестёр принять участие в специальном исследовании личностей близнецов. Рут относится к его предложению подозрительно и отказывается, но Терри соглашается и вскоре раскрывает тайну, что была подружкой убитого врача. Она также признает, что Рут готова солгать, чтобы защитить её, ради того, чтобы они остались вместе, но отрицает, что имеет какое-либо отношение к убийству. Дома Терри уговаривает Рут принять участие в исследовании Эллиотта, и, в конце концов, Рут соглашается.
Эллиотт проводит с обеими сестрами психологический тест Роршаха, при котором их просят описать, что они видят в чернильных пятнах. Затем Эллиотт проводит тестирование с помощью словесных ассоциаций, и когда Рут связывает слово «зеркало» со словом «смерть», это вызывает беспокойство Терри. Терри спрашивает, сомневается ли Рут в ней в каком-либо плане, но Рут говорит, что нет. Между тем, Рут продолжает испытывать дискомфорт в связи с вопросами Эллиотта и страдает от хронической бессонницы, в связи с чем регулярно принимает снотворное.
В свободное время Эллиотт начинает встречаться с Рут, рассказывая ей о глубоко скрытом соперничестве между двумя сёстрами. Слегка удивившись, Рут признает, что единственное реальное различие между ней и сестрой заключается в том, что Терри никогда не нравился ни один из парней Рут.
В конце одной из совместных прогулок под окнами дома сестер Эллиотт целует Рут, Терри видит это в окно. При встрече Терри спрашивает Рут, не больна ли она, так как, несмотря на снотворное, она пребывает каждую ночь в возбуждённом состоянии и даже кричит. Но Рут не помнит ни о каких беспокойных снах и её расстраивает предположение Терри о её возможном безумии, которое по слухам, встречается у близнецов.
Эллиотт проводит последний тест сестёр на полиграфе. Во время тестирования Терри, Эллиотт спрашивает её о прежних парнях Рут, и по показаниям полиграфа Эллиотт понимает, что Терри рассказывает неправду.
Той же ночью Рут вскакивает испуганно во сне и впадает в панику при виде ярких вспышек, не подозревая, что их умышленно подстроила Терри. На следующий день Эллиотт сообщает Стивенсону, что результаты тестирования однозначно указывают на то, что Рут не способна на убийство, в то время, как Терри страдает паранойей. Стивенсон полагает, что Рут может угрожать опасность со стороны сестры и просит Эллиотта немедленно сообщить Рут результаты тестирования. Эллиотт звонит в квартиру сестёр, где трубку берёт Терри и выдавая себя за Рут, обещает Эллиотту встретиться с ним вечером в его квартире.
Как только Эллиотт кладёт трубку, в его офис входит обеспокоенная Рут. Эллиотт ведет её на улицу, где она спрашивает его, не страдает ли она психическим расстройством. Он убеждает Рут, что психически она здорова, но не показывает ей результаты тестирования. Когда Рут возвращается домой, Эллиотт звонит Стивенсону и говорит ему, что собирается встретиться с Терри, которая выдаёт себя за Рут. Когда Терри приходит под видом Рут, Эллиотт показывает ей результаты тестирования, заявляя, что Терри никогда не имела успеха в любовных ситуациях, и что какой-то инцидент в детстве вызвал в ней годы завистливой обиды и озлобленности.
Когда Терри приходит в ярость от такого диагноза, Эллиотт окончательно распознает её истинную личность и обвиняет её в убийстве врача. Терри отвечает, что это Рут совершила убийство во время психического срыва. В этот момент Стивенсон звонит из квартиры сестёр с тревожными новостями о Рут и просит их обоих немедленно приехать.
Когда они приезжают, Стивенсон заявляет, что Рут совершила самоубийство. Терри сохраняет спокойствие, утверждая, что это её сестра виновна в убийстве и страдает за это. Затем она утверждает, что это она Рут, и что Терри убила врача из ревности, так как он предпочёл Рут.
В кульминационный момент разговора из спальни выходит Рут, и в истерике Терри швыряет предмет в отражение сестры в зеркале, после чего теряет сознание. После ареста Терри, Стивенсон объясняет Рут и Эллиотту, что он понял, что нужно создать стрессовую ситуацию, чтобы заставить Терри сознаться, и что Эллиотт был в не меньшей опасности от Терри, чем Рут. После ухода Стивесона Эллиотт утешает Рут.

## В ролях
- Оливия де Хэвилленд — близнецы Терри и Рут Коллинз
- Лью Эйрс — доктор Скотт Эллиотт
- Томас Митчелл — лейтенант Стивенсон
- Ричард Лонг — Расти
- Чарльз Эванс — окружной прокурор Джирард
- Гэри Оуэн — Франклин
- Лела Блисс — миссис Дидриксен
- Лестер Аллен — Джордж Бенсон

## Оценка критики
После выхода фильма на экраны журнал Variety дал фильму неоднозначный отзыв, написав: «„Тёмное зеркало“ проходит по всему спектру тем, модных сегодня в кассовом прокате — от психиатрии до любви, от уловки с раздвоением личности до расследования убийства. Но, несмотря на мощные отдельные составляющие, в целое они почему то не складываются».
Кинокритик Босли Краузер из «Нью-Йорк таймс» в рецензии 1946 года также оценил фильм критически, написав: «„Тёмное зеркало“, как и многие фильмы такого рода, страдает от недостаточной изобретательности автора при разрешении выстроенной им головоломки. Так же, как и в вышедшем незадолго до этого, более качественном детективе „Женщина в окне“, режиссёр решает проблему с помощью некоторого обмана, что не говорит о его мастерстве. Тем не менее, следует признать, что режиссёру удаётся вовлечь аудиторию в разгадывание тайны, хотя это происходит и не всегда увлекательно».
Позднее фильм стал оцениваться более позитивно. Кинокритику Денису Шварцу фильм понравился, он написал: «Сиодмак заслуживает самой высокой похвалы за то, что сделал мелодраму приятной и умной, имея дело с эффектом близнецов и соперничеством между сёстрами. Он делает это лучше, чем большинство других фильмов на эту тему, показывая, что однояйцевые близнецы могут выглядеть одинаково, но иметь различные психологические установки».
Критик Крейг Батлер на сайте Allmovie написал: «Фильм „Тёмное зеркало“ является лучшей работой в субжанре „хороший близнец, плохой близнец“. Актёры, конечно, любят воспользоваться возможностью сыграть близнецов, по той очевидной причине, что это позволяет им проявить свои способности. В „Зеркале“ Оливия де Хавилланд полностью использует предоставленную ей возможность, превращая своё мощное исполнение роли (или, скорее, пары ролей) в настоящее наслаждение для зрителя. Де Хавилланд была одной из лучших актрис 1940-х годов, способной идеально сыграть обе роли, одна из которых наполнена добротой и светом, а другая несёт более жёсткие, более агрессивные черты. В „Зеркале“ она делает и то, и другое, легко справляясь с поставленной задачей. Ей удаётся справиться и с более трудной задачей — заставить зрителей гадать, какая из героинь какая на протяжении большей части фильма».

## Ремейк и другие фильмы о близнецах
Теме близнецов были посвящены также фильмы нуар «Виновный» (1947) Джона Рейнхарда и «Человек с моим лицом» (1951) Эдварда Монтеня.
В 1984 году режиссёр Ричард Ланг сделал телеремейк «Тёмного зеркала», в котором в роли близнецов снялась Джейн Сеймур. В 1988 году Дэвид Кроненберг поставил нео-нуаровый триллер о близнецах «Связанные насмерть», в котором роль близнецов исполнил Джереми Айронс.